# Abdul Aziz
Abdul Aziz, né le 6 octobre 1921 et mort le 5 juin 1990, est un homme politique et un syndicaliste,. Il est élu au premier Parlement de Ceylan en mars 1950, représentant le Congrès indien de Ceylan en tant que député de l'électorat de Maskeliya, lors d'une élection partielle parlementaire, à la suite du décès du député en exercice, G. R. Motha,

## Biographie
Né en Inde, il fait ses études à l'Université de Bombay avant de déménager à Ceylan pour rejoindre son père. Aziz est l'un des membres fondateurs du Congrès des Indiens de Ceylan (CIC), qui est formé le 15 juillet 1939, avec Aziz comme l'un des co-secrétaires, à la suite d'une visite de Jawaharlal Nehru, à Ceylan. En 1942, il est élu président du CIC Labour Union. En mars 1943, Aziz attaque le gouvernement pour son anti-Indianisme et pour avoir négligé le travail dans les domaines de la propriété et, en conséquence, a été accusé de désaffection contre le gouvernement et d'entrave à l'effort de guerre. Il est arrêté et jugé par la Cour suprême, où il est acquitté. En 1944, Aziz dirige la délégation du CIC devant la Commission Soulbury, demandant des garanties constitutionnelles pour la citoyenneté et le droit de vote des personnes d'origine indienne récente, mais n' a pas obtenu de garanties substantielles de la Commission.
En 1950, le CIC est rebaptisé Congrès des travailleurs de Ceylan (CWC). En 1956, à la suite des rivalités de leadership entre le président Savumiamoorthy Thondaman et Aziz, qui était le secrétaire général, Aziz forma le Congrès ouvrier démocratique (DWC).
En 1970, il est nommé député au Parlement,  par le gouvernement du Front uni. Toutefois, la Constitution républicaine de 1972 abolit par la suite le système des membres nommés.